# Vesles-et-Caumont
Vesles-et-Caumont település Franciaországban, Aisne megyében. Lakosainak száma 243 fő (2022. január 1.). Vesles-et-Caumont Autremencourt, Cuirieux, Grandlup-et-Fay, Mâchecourt, Pierrepont és Toulis-et-Attencourt községekkel határos.

## Népesség
A település népessége az elmúlt években az alábbi módon változott:
| Lakosok száma | 233  | 178  | 182  | 187  | 233  | 231  | 231  | 238  | 239  | 243  |
|               | 1968 | 1982 | 1990 | 2006 | 2013 | 2015 | 2017 | 2019 | 2020 | 2022 |